# Kanton Marseille-Vauban
Kanton Marseille-Vauban (fr. Canton de Marseille-Vauban) je francouzský kanton v departementu Bouches-du-Rhône v regionu Provence-Alpes-Côte d'Azur. Tvoří ho část města Marseille a zahrnuje části městských obvodů 6 a 8.

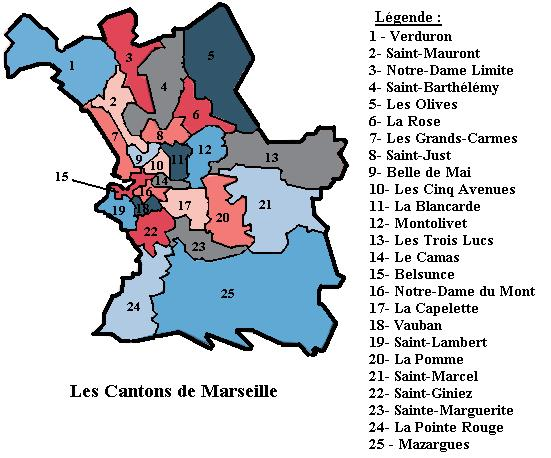
Kantony města Marseille